# Vandales
Pour les articles homonymes, voir Vandale.
Les Vandales sont un groupe de populations germaniques orientales apparues pour la première fois dans l'histoire comme habitant le sud de l'actuelle Pologne. Une grande partie du peuple vandale a ensuite migré, envahissant successivement la péninsule Ibérique, puis l'Afrique du Nord-Ouest où ils fondèrent le royaume vandale au Ve siècle.

## Présentation

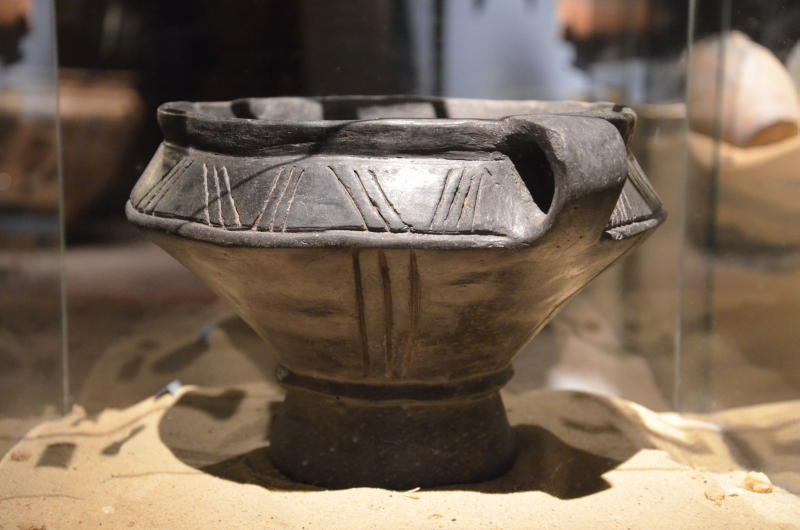
Poterie de sépultures de la culture de Przeworsk.

Selon la vision traditionnelle, les Vandales ont migré du sud de la Scandinavie vers la région comprise entre les rivières d'Oder et de Vistule au cours du IIe siècle av. J.-C. et se sont installés en Silésie à partir de 120 av. J.-C.,,. Ils sont associés à la culture de Przeworsk et sont possiblement le même peuple que les Lugiens. S'étendant en Dacie pendant les guerres marcomanniques et en Pannonie pendant la crise du troisième siècle, les Vandales sont confinés en Pannonie par les Goths vers 330 ap. J.-C, où ils reçoivent la permission de s'installer de l'empereur romain Constantin Ier. Vers 400, les raids des Huns obligent de nombreuses populations germaniques à migrer sur le territoire de l'Empire romain et, craignant d'être leurs prochaines cibles, les Vandales sont poussés vers l'ouest, traversant le Rhin en Gaule avec les Alains et les Suèves en 406. En 409, les 80 000 Vandales ont traversé les Pyrénées dans la péninsule Ibérique, où leurs groupes principaux, les Hasdings et les Sillings, se sont installés respectivement en Gallécie (nord-ouest de la péninsule ibérique) et en Bétique (centre-sud de la péninsule Ibérique).
Après l'invasion wisigoth de l'Ibérie en 418, les Alains et les Vandales sillings se sont soumis volontairement à l'autorité du chef hasding Gondéric, qui est poussé de Gallécie à la Bétique par une coalition romaine et Suève en 419. En mai 429, sous le roi Genséric, les Vandales traversent le détroit de Gibraltar et débarquent en Maurétanie (actuel Maroc). En 439, ils établissent un royaume qui comprend la province romaine d'Afrique (actuelle Tunisie) puis la Sicile, la Corse, la Sardaigne, Malte et les îles Baléares. Ils repoussent plusieurs tentatives de reconquête romaine, et saccagent la ville de Rome en 455. Après la mort de Genséric, le royaume connait une période de déclin, et s'effondre lors de la guerre des Vandales de 533-534, dans laquelle les armées de l'empereur byzantin Justinien Ier menées par le général Bélisaire déposent le roi vandale Gélimer et annexent la province d'Afrique.

## Nom
Le nom des Vandales a souvent été relié à celui de Vendel, le nom d'une province de l'Uppland, en Suède, qui est également éponyme de l'âge de Vendel de la préhistoire suédoise, correspondant à l'âge du fer germanique tardif, menant à l'âge des Vikings. La connexion serait que Vendel est la patrie originelle des Vandales avant la période de migration, et reste leur nom tribal en tant que toponyme. Vendsyssel au Danemark, et Hallingdal en Norvège, sont d'autres patries possibles des Vandales en Scandinavie.
L'étymologie du nom peut être liée à un verbe germanique *wand- « errer, vagabonder ». La figure mythologique germanique d'Aurvandil « vagabond brillant, vagabond de l'aube, étoile du soir », ou « Vandale lumineux » est rapporté comme l'un des « dioscures germaniques ». Rudolf Much a transmis la théorie selon laquelle le nom Vandale reflète le culte d'Aurvandil ou « le dioscure », impliquant probablement un mythe de fondation selon lequel les rois vandales descendaient d'Aurvandil. Un cas comparable à celui de nombreux autres noms de peuples germains,.
Certains auteurs médiévaux ont appliqué l'ethnonyme Vandale aux peuples slaves Vénètes, Wendes, Lusaciens ou Polonais,,. On pensait autrefois que les Slovènes étaient les descendants des Vandales, mais ce n'est pas le point de vue des historiens modernes.

## Origines: duIerauVesiècle

Répartition des peuples germaniques au

Les Vandales, mentionnés pour la première fois par l'historien Tacite, ont une origine scandinave : pour les Sillings, du Nord du Jutland, pour les Hasdings, du golfe d'Oslo, qu'ils quittèrent pour le Jutland également.
Entre le Ier et le IIIe siècle, ils sont établis en Germanie orientale, dans une région située entre la Vistule et l'Oder, au bord de la mer Baltique. Alors très proches d'autres populations, comme les Goths, les Gépides et les Burgondes, ils partagent une langue commune, le gotique. Le nom de Vandale, qui a pu désigner plusieurs peuples barbares, est bientôt porté par deux peuples frères : les Sillings, qui donnèrent leur nom à la Silésie, et les Hasdings, qui gagnent la Slovaquie actuelle : il est possible que le nom de « Hasdings » n'ait été alors porté que par la famille royale. L'historien byzantin Procope indique que les Goths, les Gépides, et les Vandales étaient physiquement et culturellement identiques, suggérant une origine commune.

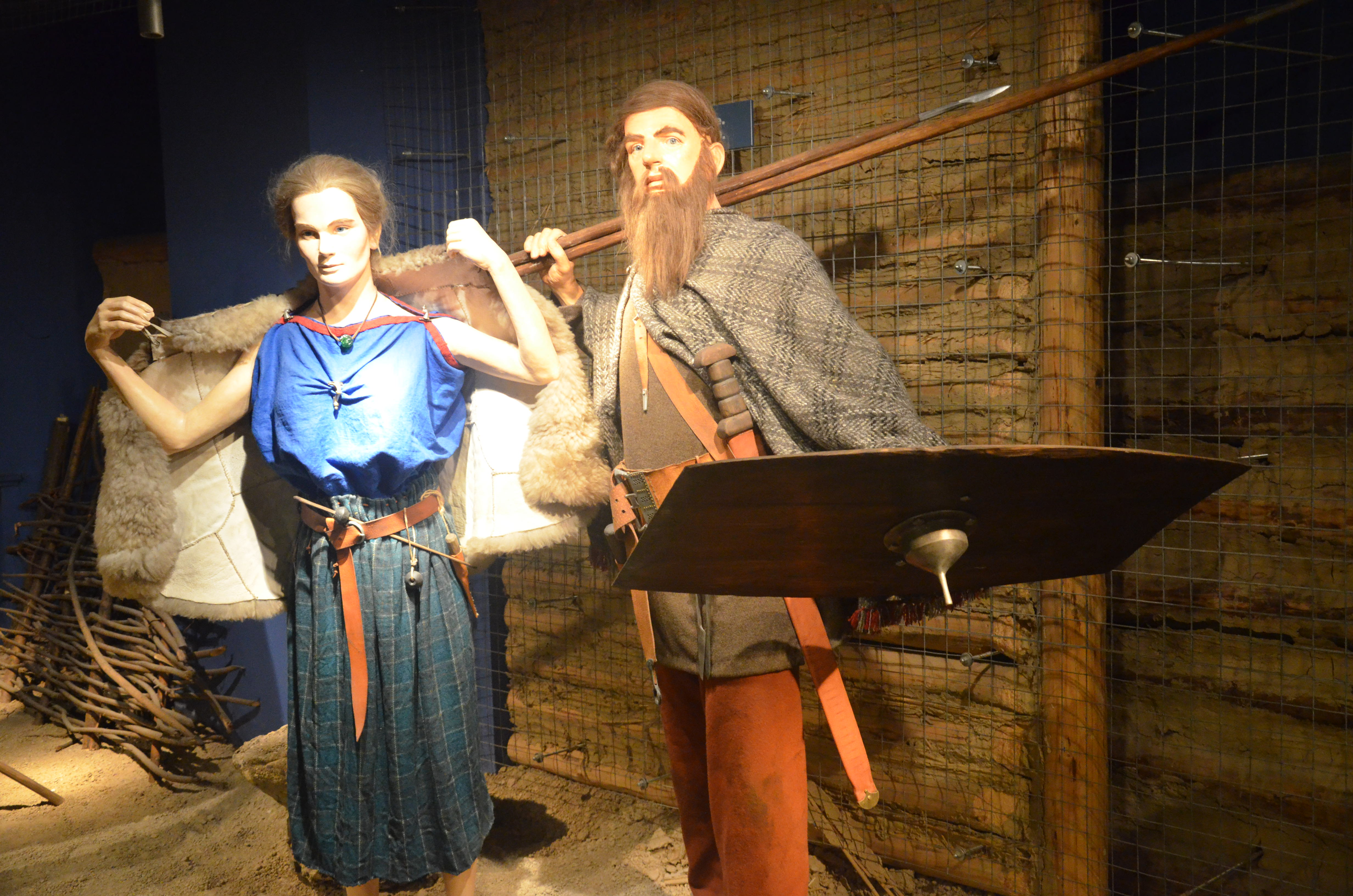
Essai de reconstitution de costumes de femme et de guerrier vandales dans le sud de la Pologne au IIe siècle de notre ère, musée archéologique de Cracovie.

En effet, les Vandales installés au cours du IIIe siècle en Slovaquie, au nord du Danube, face à la Pannonie et l'Illyrie des Romains, sont en contact durant près de deux siècles avec d'autres peuples non germaniques, comme les Sarmates. C'est au cours de cette période de séjour dans les steppes russes que les Vandales deviennent, comme les Goths, un peuple de cavaliers renommé. Ils s'associent aux Sarmates, nation nomade d'origine iranienne, et notamment à leur famille régnante, celle des Alains. À partir du milieu du IIIe siècle, les Vandales deviennent une composante de la pression des peuples qui migrent dans les régions du Danube. Coalisés avec leurs voisins Goths et Sarmates, ils lancent à partir de 248 de nombreuses attaques sur les provinces romaines danubiennes.
En 271, l'empereur romain Aurélien bat les Goths et les Vandales sur le Danube, et signe un traité avec les Vandales pour la fourniture de 2 000 cavaliers, servant comme troupes auxiliaires des légions.
Des groupes de Vandales s'établissent ainsi dans l'Empire, recevant l'autorisation de s'installer sur des terres abandonnées, moyennant la fourniture de contingents de soldats auxiliaires. Ce procédé explique qu'un des derniers grands généraux de l'Empire, Stilicon, soit d'origine vandale. Mais l'antigermanisme des milieux dirigeants romains mène à son exécution en 408.
Dans la seconde moitié du IVe siècle, les Vandales et les Alains, influencés par les Goths, se convertissent à l'arianisme, que le concile de Nicée de 325 érige en hérésie, mais qui subsiste jusqu'au VIIe siècle.

## Grandes invasions (406-439)

Invasions de 100 à 500. Les Vandales en bleu.

Au début du Ve siècle, les Huns chassent les Vandales et leurs alliés Sarmates de leurs territoires ; cependant certains clans vandales demeureront en Europe centrale.
Les Hasdings du roi Godégisel et les Sillings du roi Fredebal se joignent alors aux Suèves (Quades et Marcomans) et aux Alains, et se dirigent vers le cours supérieur du Rhin. Maintenus un temps sur la rive est du fleuve par le dispositif défensif romain (le limes rhénan), l'ensemble de ces peuples franchira selon la légende le fleuve gelé durant la nuit de la Saint-Sylvestre, le 31 décembre 406 (en réalité, il fallut sûrement plus d'une nuit pour la traversée), entrant alors en masse dans l'Empire romain occidental, et participant à ce qu'on nommera les grandes invasions.

### En Gaule (407-409)
Les Vandales, comme leurs alliés, se heurtent à la résistance des auxiliaires francs et d'autres peuplades germaniques occidentales fédérées, au service de Rome. Les Francs tentent de repousser les Vandales, dont le roi Godégisel est tué au combat, mais grâce à l'intervention de la cavalerie lourde des Alains (les cataphractes), la percée est faite, et les troupes franques sont décimées.
Les Vandales participent ensuite à l'invasion de la Gaule, qu'ils pillent, et poursuivront ensuite leur migration, en compagnie des Alains et des Suèves, vers les Pyrénées.
Frédégaire mentionne un roi vandale nommé Chrocus, qui termine son expédition en Gaule devant Arles, capturé par un soldat nommé Marius. Selon Guillaume Flamang, chanoine à Langres en 1482, les Vandales, conduits par un certain Chrocus, auraient décapité l'évêque de Langres Dizier ou Didier (Desiderius) en 411. Un personnage qui a ensuite occupé une place importante dans l'hagiographie : il apparaît dans de nombreux récits de passions légendaires, ou aux fondements historiques incertains.

### Péninsule Ibérique (409-429)

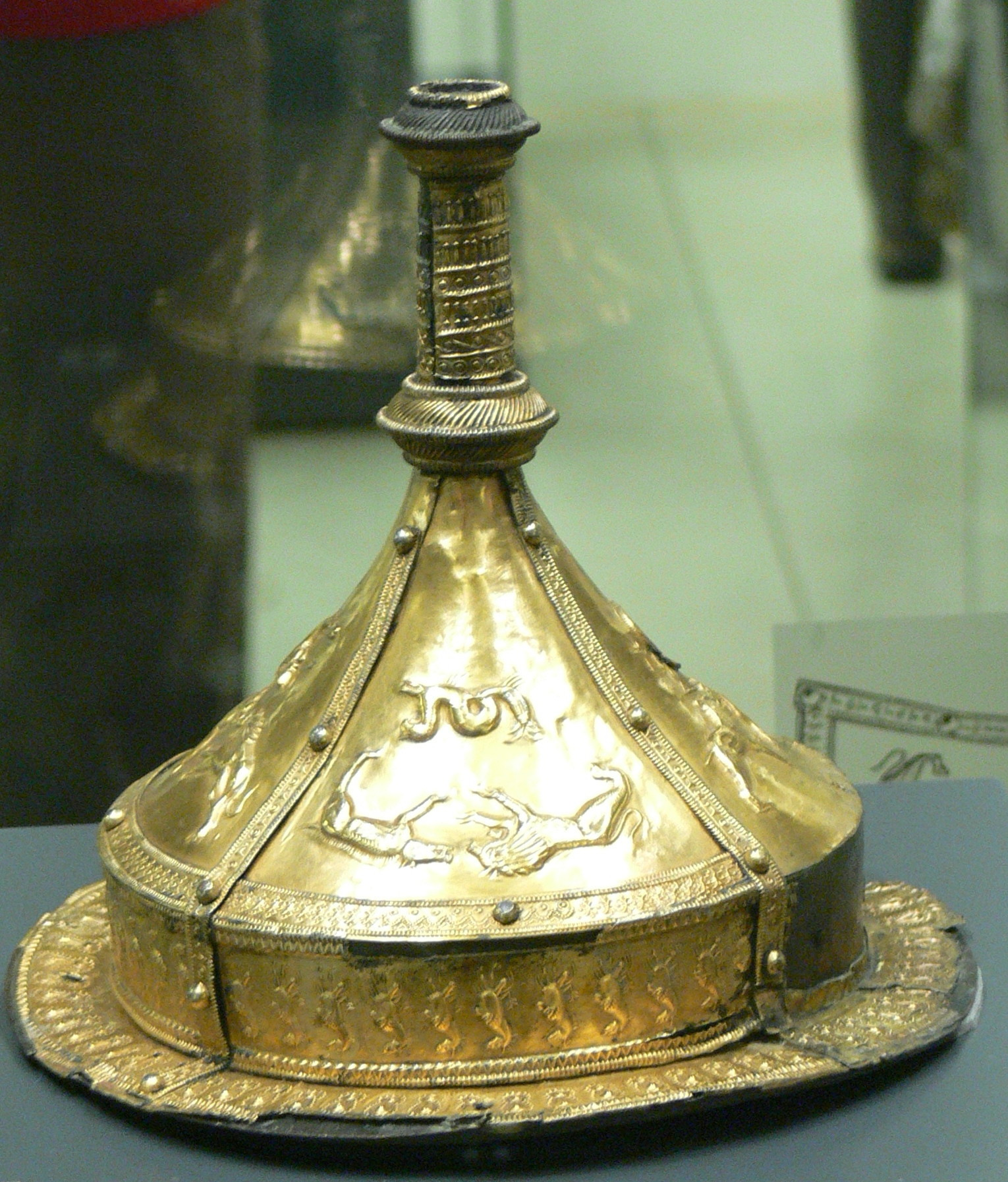
Bouclier umbo vandale, en bronze doré (IIIe siècle ou IVe siècle).

À l'automne 409, les Vandales franchissent le col du Somport et pénètrent dans la péninsule Ibérique, où ils s'installent avec une partie de leurs alliés Alains (dont certains clans sont restés en Gaule, notamment sur la Loire). Les Hasdings s'établissent avec les Suèves en Galice, autour de Braga et Lugo, les Alains en Lusitanie (actuel Portugal), et dans la Carthaginoise (Centre et Sud-Est de l'Hispanie), et les Sillings en Bétique (l'actuelle Andalousie). En 418, les troupes fédérées wisigothiques, commandées par leur roi Wallia en personne, envoyées par Rome pour rétablir l'ordre, battent les Sillings et les Alains, qui auraient été quasiment exterminés. Les Suèves sont battus à plusieurs reprises, repoussés et confinés dans le Nord-Ouest de la péninsule. Les Alains, dont les rangs sont réduits, et les Sillings, très durement touchés, sont obligés de rejoindre les Hasdings, regroupés dans le Sud, et reconnaissent alors comme roi des Vandales et des Alains le roi hasding Gondéric, vers 419. C'est à partir de ce moment que le nom de Vandales désignera communément ces regroupements de populations. Durant une dizaine d'années, ils restent dans la région de la future Andalousie. Excellents navigateurs (les Sillings sont originaires des côtes de la Baltique), ils vont élargir le champ de leurs actions à toute la côte nord-africaine. En 422, envoyé par Rome, le maître des milices Castinus envahit la Bétique à la tête d'une armée romaine, renforcée avec des corps de fédérés wisigoths. Il est vaincu par les Vandales, à la suite de la défection d'auxiliaires wisigoths, et doit alors se replier sur Tarragone.

### En Afrique du Nord (429-439)

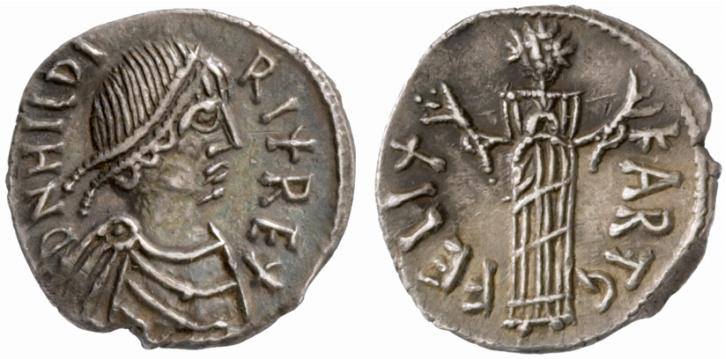
Un denier du règne de Hildéric. Légende: D [OMINUS] N [OSTRIS] HILDIRIX REX / KART [A] G [INE] FELIX.

En 428, Genséric devient roi des Vandales et des Alains, succédant à son demi-frère Gondéric. Probablement attiré par la richesse de l'Afrique romaine, et par le désordre provoqué par le général rebelle Boniface, en rébellion ouverte vis-à-vis de l'autorité centrale de Rome, et peut-être également à cause de la pression des Wisigoths, il regroupe son armée et son peuple en vue d'un nouveau départ. Il décompte minutieusement ses sujets pour les besoins de la traversée du détroit, et selon Victor de Vita dénombre alors environ 80 000 individus Peter Heather estime qu'ils ont pu déployer une armée d'environ 15 000 à 20 000, guerriers.
L'« armée » ainsi constituée accomplit la traversée du détroit de Gibraltar au printemps 429 et débarque sur les côtes de l'actuel Maroc. Selon l'historienne et écrivain Sophie Loizillon, un débarquement aurait eu lieu à Tanger, suivi d'une occupation de Ceuta mais, selon ses termes, les Vandales « ne pénètrèrent pas à l'intérieur du pays ».
Les Vandales s'allient avec des Berbères, et établissent leur capitale à Saldæ (Bougie, aujourd'hui Béjaïa). Ils finissent par atteindre Hippone (aujourd'hui Annaba) en mai ou juin 430. La ville tombe après un long siège en 431, durant lequel meurt saint Augustin.
Les Romains reconnaissent l'établissement des Vandales dans l'actuelle Algérie, et tentent de les garder sous contrôle en signant avec eux en 435 un traité (fœdus). Mais, les Vandales reprennent bientôt leur progression le long de la côte, pour prendre Carthage, sans grande résistance, le 19 octobre 439. Les possessions des Vandales et de leurs alliés maures vont alors pouvoir s'étendre de l'Algérie à la Tripolitaine.

## Royaume vandale d'Afrique (439-533)

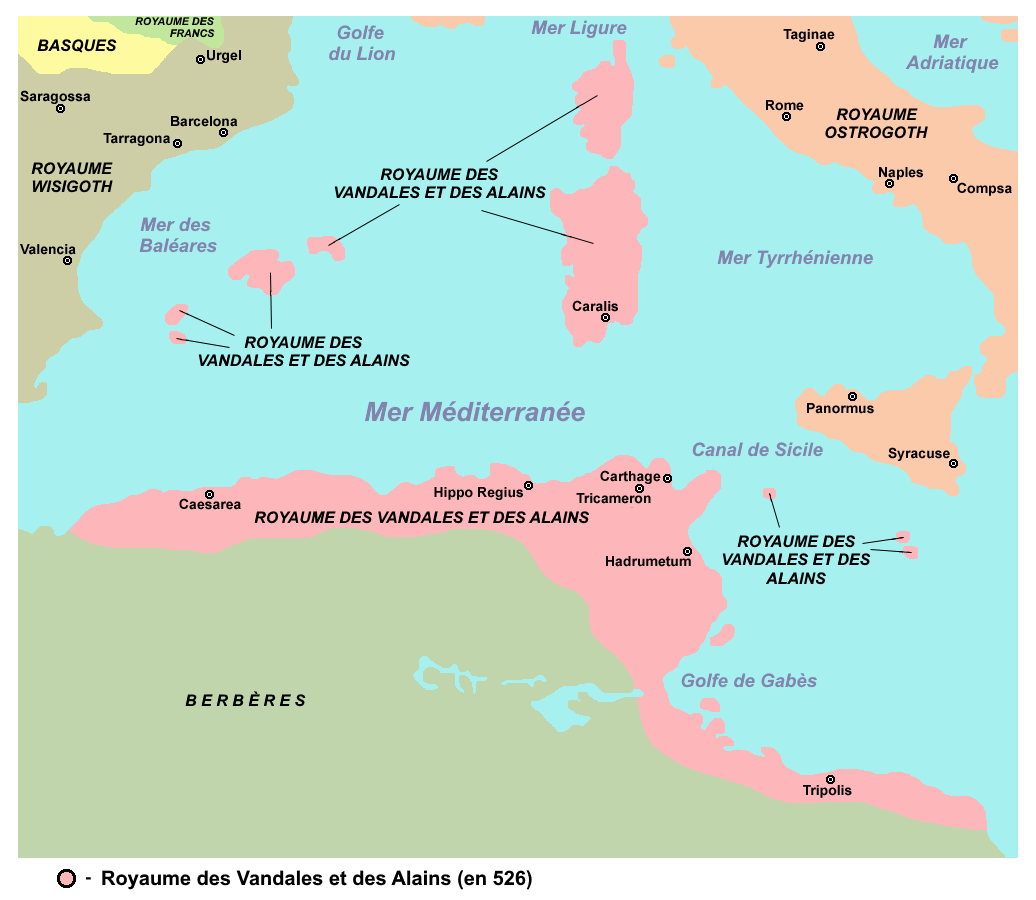
Emplacement approximatif du royaume vandale en 526.

De 429 à 439, les Vandales avaient conquis une bonne partie des territoires situés sur la côte nord-africaine, et s'étaient établis durablement en Numidie (bordure nord-est de l'Algérie actuelle). 
Ils prennent  Carthage en 439, et en font leur capitale, constituant un royaume vandale parfois nommé « royaume de Carthage ». Ils contraignent Rome à établir un nouveau traité (fœdus) en 442.
Ce royaume disparaîtra en 533, après une  intervention de l'armée byzantine conduite par le général Bélisaire. Défaits, une partie des Vandales se replient et se réfugient chez les  Berbères, mais plusieurs milliers furent capturés et déportés vers Byzance ; une petite partie (environ 400) réussira à s'enfuir et à revenir en Afrique du Nord où elle participera plus tard à la rébellion de Gontharis. 
Un régiment de cavaliers vandales, les Vandali Iustiniani, sera utilisé en Orient contre les Perses. Les femmes et les filles des Vandales qui furent capturées par les troupes de Bélisaire furent distribuées aux soldats byzantins restés en Afrique.

## Apparence physique
L'historien byzantin Procope de Césarée décrit les Vandales comme grands et blonds :
« Ils sont blancs de visage, ils ont les cheveux blonds, ils sont grands, et de bonne mine. »

## Langue
On ne sait que très peu de choses sur la langue vandale, langue qui était issue de la branche linguistique germanique orientale. Les Goths ont laissé derrière eux le seul corpus de texte du type de langue est-germanique : une traduction des Évangiles au IVe siècle. 
La langue vandale possède des similitudes avec les langues slaves,.

## Littérature

Croix emblématique des Vandales utilisée sur leur monnaie et quelques mosaïques et sculptures.

Tous les Vandales que les historiens modernes connaissent savaient parler le latin, qui était la langue officielle de l'administration vandale (mais la plupart des membres du personnel semblent être des Berbères/Romains natifs). Les niveaux d'alphabétisation dans le monde ancien sont incertains, mais l'écriture est une activité essentielle de l'administration et des affaires. Les études sur l'alphabétisation en Afrique du Nord ont eu tendance à se centrer autour de l'administration, limitée à une élite sociale urbanisée, mais il faut noter que la majorité de la population de l'Afrique du Nord ne vivait pas dans les centres urbains.
Judith George explique que « l'analyse des poèmes [vandales] dans leur contexte reflète les manières et les valeurs des temps ». Très peu de travaux des poètes Vandales d'Afrique du Nord ont survécu, ce qui reste se trouvant dans l'anthologie latine. En dehors de leurs noms, on sait peu de choses sur les poètes eux-mêmes. Leur travail s'appuie sur les traditions romaines antérieures. Les écrivains modernes considèrent généralement que les Vandales ont permis aux romains d'Afrique du Nord de continuer leur mode de vie, avec seulement des interférences occasionnelles.

## Héritage et réputation des Vandales
Les écrivains de la Renaissance et du début de l'ère moderne ont qualifié les Vandales de barbares « pillant et razziant » la ville de Rome. Cela a conduit bien plus tard à l'utilisation en langue française du terme « vandalisme » pour décrire toute forme de destruction insensée.
Dans de nombreuses langues, le qualificatif vandale a une connotation de terreur, de destruction aveugle, de pillage, de saccage. Mais en français, le mot vandale n'est employé pour la première fois dans un sens péjoratif que par Voltaire en 1734. En 1794, l'abbé Grégoire alors député à la Convention, emploie le premier le terme vandalisme. Il l'utilise pour décrire la destruction des monuments et œuvres de l'Ancien Régime par les révolutionnaires. Les Vandales sont finalement devenus au XVIIIe siècle et dans l'historiographie française le stéréotype des peuples barbares du Haut Moyen Âge.
Leur réputation de pillards et de destructeurs est en réalité largement exagérée par les anciens chroniqueurs, hommes de l'Église catholique d'Afrique ou ses partisans, en particulier le Berbère Victor de Vita. En réalité, les Vandales ne causent pas plus de destructions que les autres peuplades germaniques qui envahissent l'Empire romain à la même époque[réf. nécessaire]. Leur pillage de Rome, effectué sans destructions ni massacres[réf. nécessaire], est un modèle d'organisation : les armées vandale et romano-maure passent un accord avec le pape Léon Ier pour diviser la ville en secteurs, afin de s'emparer des richesses de la ville sans violence. Ils divisent Rome, à cet effet, en îlots, qui sont visités successivement, et dont les objets de valeur sont systématiquement emportés.
Les historiens modernes ont tendance à considérer les Vandales, pendant la période de transition de l'Antiquité tardive au début du Moyen Âge, comme des agents perpétuateurs, et non destructeurs de la culture romaine.

## Chronologie

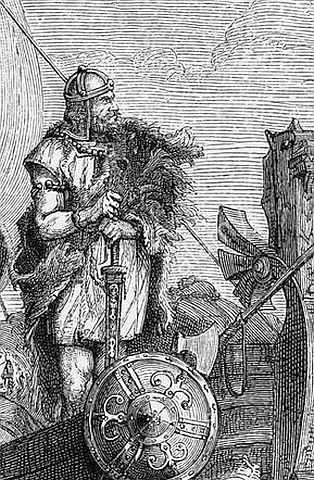
Genséric, le fondateur du royaume vandale en Afrique du Nord-ouest, gravure sur bois (XIXe siècle).

- 279 : dans les Balkans, Probus rejette les Burgondes et les Vandales hors de Rhétie.
- 334 : les Goths protègent l'Empire romain contre une invasion vandales dans la région danubienne.
- 400 : Wisimar règne sur les Vandales.
- 406 : décès du roi Wisimar.
- 406 : Godégisel règne sur les Vandales.
- 407 : les Vandales envahissent la Gaule avec les Alains et les Suèves.
- 407 : Gondéric règne sur les Vandales.
- 409 : ils entrent en Espagne.
- 411 : les envahisseurs vandales, alains et suèves se partagent la péninsule Ibérique en tirant au sort.
- 425 : les Vandales construisent une flotte méditerranéenne.
- 425 : les Vandales s'emparent des îles Baléares.
- 428 : décès du roi Gondéric.
- 428 : règne de Genséric, roi des Vandales et des Alains.
- 429 : 80 000 Vandales et Alains conduits par Genséric traversent le détroit de Gibraltar pour se répandre en Afrique du Nord.
- 430 : saint Augustin, évêque d'Hippone (Bône), meurt durant le siège de sa ville par les Vandales.
- 431 : prise d'Hippone par Genséric.
- 439 : les Vandales s'emparent de Carthage, de la Sardaigne et de la Corse. Fondation du Royaume vandale d'Afrique.
- 442 : le roi Genséric signe un traité de paix avec l'empereur Valentinien III et l'approbation de Théodose II.
- 442 : les Vandales rendent la Sicile, récemment envahie, en échange de la Numidie et les deux provinces de Maurétanie (Maroc et Algérie) ; ils reçoivent un traité pour diriger la province romaine d'Afrique (Tunisie et Libye occidentale).
- 449 : Attila, roi des Huns, s'allie aux Vandales contre Rome.
- 455 : les Vandales, partis de leur port militaire de Saldæ et conduits par Genséric, prennent et pillent Rome durant quinze jours.
- 456 : les Vandales dominent la Sardaigne.
- 460 : Bataille de Carthagène
- 468 : les Vandales s'emparent de la Sicile.
- 468 : victoire des Vandales sur la flotte byzantine lors de la Bataille du cap Bon.
- 477 : mort de Genséric après un demi-siècle de règne sur les Vandales.
- 477 : Hunéric règne sur les Vandales.
- 484 : décès du roi Hunéric.
- 484 : Gunthamund règne sur les Vandales.
- 496 : décès du roi Gunthamund.
- 496 : Thrasamund règne sur les Vandales.
- 523 : décès du roi Thrasamund.
- 523 : Hildéric, fils de la princesse romaine Eudocia, pro-byzantin, devient roi des Vandales malgré son impopularité et son grand âge.
- 530 : Hildéric est renversé par Gélimer et emprisonné.
- 530 : Gélimer règne sur les Vandales.
- 533 : meurtre du roi Hildéric sur ordre de Gélimer.
- 533 : les forces de Byzance conduites par Bélisaire battent les Vandales à deux reprises (batailles de Tricamarum et de l'Ad Decimum) et entrent dans Carthage (septembre).
- 534 : reddition de Gélimer et de ses partisans. Déportation des survivants à Byzance puis en Galatie.
- 541 : révolte des Vandales réfugiés en Maurétanie césarienne.
- 545 : des régiments de cavalerie vandales, sous commandement byzantin, participent à la libération de l'Italie de l'occupation des Ostrogoths.
- 545 : rébellion en Afrique du Vandale Guntharic (ou Gontharis) qui, allié au chef berbère Antalas, s'empare de Carthage.
- 546 : assassinat de Guntharic par Artabanès, trente-six jours après son entrée dans Carthage. Les Vandales sont bannis de l'Afrique byzantine.
- 561 : mort de Gélimer, en Galatie, vingt-sept ans après son abdication.

### Liste de rois
1. Wisimar (400)
2. Godégisel (406)
3. Gondéric (407-428)
4. Genséric (428-477)
5. Hunéric (477-484)
6. Gunthamund (484-496)
7. Thrasamund (496-523)
8. Hildéric (523-530)
9. Gélimer (530-534)